# Starlink: Battle for Atlas
Starlink: Battle for Atlas ist ein Action-Adventure-Videospiel, entwickelt von Ubisoft Toronto und veröffentlicht von Ubisoft. Es wurde für Nintendo Switch, PlayStation 4 und Xbox One am 16. Oktober 2018 und für Microsoft Windows am 30. April 2019 veröffentlicht. Das Spiel enthält auch optionale Toys-to-Life-Elemente. Es erhielt durchschnittliche bis positive Kritiken, konnte aber die Verkaufserwartungen nicht erfüllen.

## Handlung
Das Spiel ist im Atlas-Sternensystem angesiedelt. Zu Beginn des Spiels wird das Mutterschiff des Spielers, die Equinox, von der Vergessenen Legion angegriffen und stürzt auf einem nahegelegenen Planeten ab; der Kapitän der Equinox wird als Geisel genommen. Der Anführer der Legion, Grax, ist besessen von einer ausgestorbenen Rasse, den Wächtern, die einen Großteil ihrer uralten Technologie zurückgelassen haben. Grax, der diese Technologie für seine eigene Legion nutzen will, stellt eine ständige Bedrohung dar, der sich der Spieler während seiner Reise stellen muss.
Exklusiv für die Nintendo Switch-Version gibt es ein Crossover mit der Star-Fox-Serie, in der Fox McCloud, Falco Lombardi, Peppy Hare und Slippy Toad den Starlink-Hauptcharakteren helfen, während sie auf ihrer eigenen Mission Wolf O’Donnell zur Strecke bringen. Dies wäre das erste Switch-Spiel mit Star Fox-Charakteren, gefolgt von Super Smash Bros. Ultimate einige Wochen später.